# شمال إفريقيا خلال العصور القديمة
يمكن تقسيم تاريخ شمال إفريقيا خلال فترة العصور الكلاسيكية القديمة (من حوالي القرن الثامن ق.م إلى القرن الخامس الميلادي) تقريبًا إلى تاريخ مصر في الشرق، وتاريخ ليبيا القديمة في الوسط، وتاريخ نوميديا وموريتانيا في الغرب. أسست الجمهورية الرومانية مقاطعة إفريقيا في عام 146 ق.م الى 430 ق.م بعد هزيمة قرطاج. سيطرت الإمبراطورية الرومانية في نهاية المطاف على كامل ساحل البحر المتوسط في إفريقيا، وضمت مصر في 30 ق.م، وكريت وبرقة في 20 ق.م، وموريتانيا في 44 ق.م.

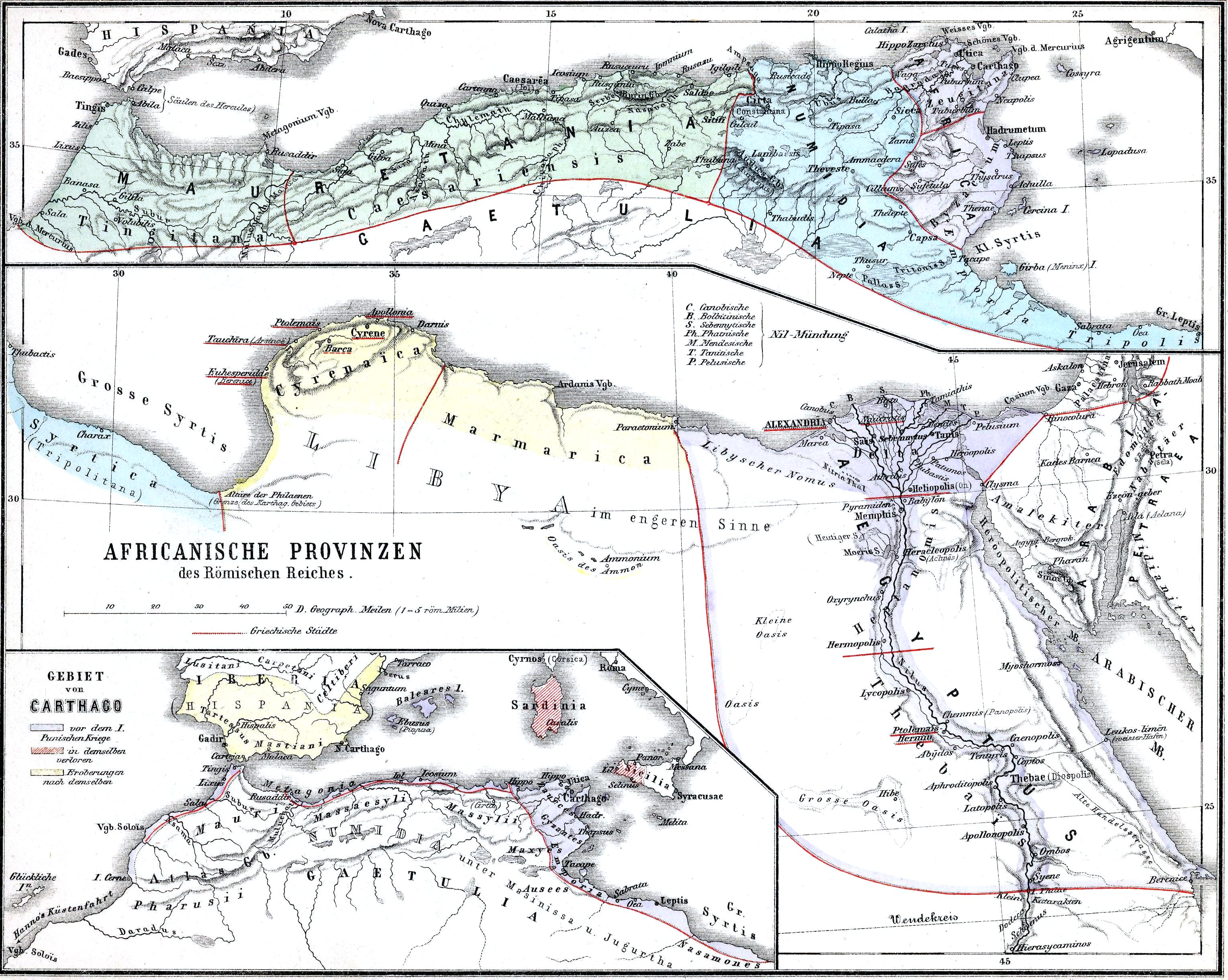
المقاطعات الأفريقية للإمبراطورية الرومانية. تُظهر الخريطة الأصغر في أسفل اليسار أراضي دولة قرطاج ما قبل الرومانية (باللون الأزرق) ، مع ظهور غزوات صفراء وحمراء مجزأة تشير إلى الأراضي التي خسرتها روما في الحرب البونيقية الأولى.

مبدئيًا، في الشرق، كانت مصر تحت الحكم الفارسي خلال المرحلة المبكرة من العصور القديمة الكلاسيكية، وانتقلت إلى المملكة البطلمية في العصر الهلنستي. كانت قبائل الأمازيغ تسكن ليبيا، بينما أُنشئت مستعمرات فينيقية ويونانية على طول الساحل.
خسرت روما الغربية معظم إفريقيا لصالح الفندال في القرن الخامس. بعد إعادة ضمها إلى المملكة الرومانية، خسرت روما الشرقية أخيرًا كل سيطرتها على إفريقيا مع سقوط المنطقة تحت الغزو الأموي لشمال إفريقيا بحلول نهاية القرن السابع.

## الفترة الكلاسيكية المبكرة

### الفترة المتأخرة من مصر القديمة
تشير الفترة المتأخرة من مصر القديمة إلى آخر ازدهار للحكام المصريين الأصليين بعد الفترة الانتقالية الثالثة من الأسرة السايسية السادسة والعشرين حتى الغزوات الفارسية، وانتهت بسقوط الأسرة الحادية والثلاثين (الفارسية الثانية) أمام غزو الاسكندر الأكبر في 332 ق.م. بعد وفاة الاسكندر في عام 323 ق.م، سقطت مصر تحت حكم بطليموس الأول سوتير الذي أسس في نهاية المطاف المملكة البطلمية عام 305 ق.م.
في عام 2013، أُجري أول تحليل جيني يستخدم السلسلة الجينومية الكاملة للتأكد من النسل السلالي لفرد مصري قديم. استُخلص الحمض النووي من رؤوس خمس مومياوات مصرية. أُرجع تاريخ كل العينات إلى ما بين 806 ق.م و124 م، وهو إطار زمني يتوافق مع الفترة السلالية المتأخرة والفترة البطلمية. لاحظ الباحثون أن واحدًا من الأفراد المحنطين يُرجح انتماؤه إلى دنا متقدرة هابلوغروب L2، وهو فرع حيوي أمومي يُعتقد أنه نشأ من غرب آسيا.

### ليبيا القديمة والفينيقيون
وصل التجار الفينيقيون إلى الساحل الشمالي الإفريقي نحو عام 900 ق.م وأنشأوا قرطاج (في تونس الحالية) قرابة عام 800 ق.م. بحلول القرن السادس ق.م، صار ثمة وجود بونيّ في تيبازة (شرق شرشال في الجزائر). من مركز قوتهم الرئيس في قرطاج، توسع القرطاجيون وأسسوا مستوطنات صغيرة (سُميت مخازن تجارية باليونانية) على طول الساحل الإفريقي الشمالي، ولعبت هذه المستوطنات في النهاية دور بلدات سوقية بالإضافة إلى مراسٍ. هيبون ريجيوس (عنابة المعاصرة) وروسيكادا (سكيكدة المعاصرة) من بين البلدات ذات الأصول القرطاجية على ساحل الجزائر الحالية.
مع نمو النفوذ القرطاجي، تزايد تدخلها بالسكان الأصليين تزايدًا كبيرًا. كانت الحضارة الأمازيغية بالفعل في مرحلة دعمت فيها الزراعة والصناعة والتجارة والتنظيم السياسي عدة دول. نمت الروابط التجارية بين قرطاج والأمازيغ في الداخل ونشأ بالتالي مجتمع بوني جديد ناطق بالبونية، لكن أدى التوسع المحليّ أيضًا إلى استعباد بعض الأمازيغ أو تجنيدهم العسكري وجمع الجزية من غيرهم.

## العصر الهلنستي

### مصر البطلمية
لم تُعتبر مصر جزءًا من ليبيا (إفريقيا) في الجغرافية الهلنستية. كانت الحدود بين إفريقيا وآسيا عند مدينة السلوم، فاصلة ليبيا الأصلية (أو مارماريكا) من «القانون الليبي» (Λιβύης νόμος) عن غرب مصر.

### قرطاج والحروب البونيّة
في حرب المرتزقة، شارك جنود الأمازيغ من عام 241 حتى 238 ق.م بعد أن لم تُدفع رواتبهم عقب الهزيمة في قرطاج في الحرب البونية الأولى. نجح الأمازيغ في السيطرة على جزء كبير من أراضي قرطاج في شمال إفريقيا، وسكوا عملات تحمل اسم ليبيّ، والذي استُخدم في اليونانية لوصف السكان الأصليين لشمال إفريقيا. انهارت الدولة القرطاجية بسبب الهزائم اللاحقة على أيدي الرومانيين في الحروب البونية، ودُمرت مدينة قرطاج في عام 146 ق.م.

### ممالك الأمازيغ
بعد أن تقهقرت السطوة القرطاجية، نمى نفوذ قادة الأمازيغ في المنطقة الداخلية. بحلول القرن الثاني ق.م، ظهرت عدة ممالك أمازيغية ضخمة ولكنها سائبة الإدارة. أُسست اثنتان منها في نوميديا، خلف المناطق الساحلية التي تحكمها قرطاج. إلى الغرب من نوميديا تقع موريتانيا، التي امتدت عبر وادي ملوية في المغرب إلى المحيط الأطلسي. بلغ الأمازيغ ذروة حضارتهم، التي لم تُضاهى حتى قدوم الدولة الموحدية والدولة المرابضية بعد أكثر من ألفية، في عهد ماسينيسا في القرن الثاني ق.م. بعد وفاة ماسينيسا في عام 148 ق.م، قُسمت الممالك الأمازيغية وأُعيد توحيدها عدة مرات. بقي نسل ماسينيسا حتى عام 24 م، وقتما ضُم ما بقي من أراضي الأمازيغ إلى الإمبراطورية الرومانية.

### العصر الروماني
بدأت الهيمنة الرومانية على سواحل البحر المتوسط الشمالية وقتما هُزمت قرطاج. سيطرت الإمبراطورية الرومانية في القرن اللاحق على السواحل من وادي النيل إلى المحيط الأطلسي للمغرب الفعلي.
كان الوجود العسكري الروماني في شمال إفريقيا صغيرًا نسبيًا بالمقارنة مع غيرها من مناطق الإمبراطورية، وتألف من نحو 28.000 جندي واحتياطي في نوميديا والمقاطعتين الموريتانيتين. بدءًا من القرن الثاني الميلادي، زُودت هذه الحاميات بجنود معظمهم من السكان المحليين، لأن المنطقة كانت تُعتبر هادئة تمامًا ومُرومَنة بالكامل تقريبًا.
بصرف النظر عن قرطاج، جاء جزء من تمدين شمال إفريقيا مع تأسيس مستوطنات المحاربين القدامى في ظل الأباطرة الرومانيين كلوديوس ونيرفا وتراجان.
ضمت المستوطنات المشابهة في الجزائر الفعلية تيبازة، وكويكول أو كروكولوم (جميلة الحالية، إلى الشمال الشرقي من سطيف)، وثاموغادي (تيمقاد الحالية، إلى الجنوب الشرقي من سطيف)، وسيتيفيس (سطيف الحالية). اعتمد ازدهار معظم البلدات على الزراعة. كان شمال إفريقيا، وقد سُمي (مخزن الإمبراطورية)، واحدًا من أكبر مصدري الحبوب في الإمبراطورية، وكان يُصدر إلى المقاطعات غير المنتجة للحبوب مثل إيطاليا واليونان. ضمت المحاصيل الأخرى الفاكهة والتين والعنب والفول. بحلول القرن الثاني الميلادي، نافس زيت الزيتون الحبوب باعتباره مادة مُصدرة.
كانت بدايات الانهيار في شمال إفريقيا أقل خطرًا منها في أي مكان آخر. وقامت انتفاضات مع ذلك. في 238 م، تمرد مُلاك الأراضي ضد سياسات الإمبراطور الضريبية بلا جدوى. أعقب ذلك ثورات قبائل متبعثرة في الجبال الموريتانية من عام 253 وحتى 288. عانت البلدات أيضًا من صعوبات اقتصادية، وتوقف نشاط البناء تقريبًا.
كان في بلدات شمال إفريقيا الروماني عدد كبير من السكان اليهوديين. رُحل بعض اليهود من يهودا وفلسطين في القرنين الأول والثاني الميلاديين لتمردهم ضد الحكم الروماني، وجاء البقية مسبقًا مع المستوطنين البونيّين. بالإضافة إلى أن عددًا من القبائل الأمازيغية قد تحول إلى اليهودية.